# Rocca d’Arce
Rocca d’Arce település Olaszországban, Lazio régióban, Frosinone megyében. Lakosainak száma 885 fő (2023. január 1.). Rocca d’Arce Arce, Colfelice, Fontana Liri, Santopadre és Roccasecca községekkel határos.

## Népesség
A település lakossága az elmúlt években az alábbi módon változott:
| Lakosok száma | 945  | 936  | 885  |
|               | 2017 | 2018 | 2023 |